# 임현철
임현철(林鉉澈, 1967년 2월 15일 ~ )은 대한민국의 제6대 울산광역시의원이고, 제4·5대 울산광역시 남구의원이었다.

## 학력
- 강남국민학교 졸업
- 울산학성중학교 졸업
- 울산공업고등학교 졸업
- 울산과학대학교 졸업
- 영산대학교 졸업
- 울산대학교 정책대학원 행정학 석사 졸업

## 경력
- 처용로타리클럽 봉사위원회 위원장
- 한나라당 울산시당 남구 지구당 봉사회 회장
- 울산광역시 남구 삼산동 통정회 부회장
- 삼산산업개발 대표이사
- 울산광역시 남구 삼산본동 지구토지구획정리조합 상무
- 삼산 체육회 감사
- 울산광역시 남구 명예구민 감사관
- 남부 의용 소방대 대원
- 울산광역시 새마을남구지회 이사회 총무
- 삼산 새마을금고 이사
- 여천천 시민모인 회원
- 민족통일중앙협의회 울산광역시 남구협의회 위원
- 삼산동 주민자치위원회 위원
- 한나라당 중앙위원회 위원
- 한나라당 울산시당 남구 을 청년위원장
- 2006.07 ~ 2010.06 제4대 울산광역시 남구의회 의원
- 2006.07 ~ 2008.07 제4대 울산광역시 남구의회 전반기 내무위원회 위원
- 2006.07 ~ 2008.07 제4대 울산광역시 남구의회 전반기 의회운영위원회 위원
- 2006.07 ~ 2008.07 제4대 울산광역시 남구의회 전반기 예산결산특별위원회 위원
- 2008.07 ~ 2010.06 제4대 울산광역시 남구의회 후반기 건설환경위원회 위원
- 2010.07 ~ 2014.04 제5대 울산광역시 남구의회 의원
- 2010.07 ~ 2012.07 제5대 울산광역시 남구의회 전반기 건설환경위원회 위원장
- 2012.07 ~ 2014.04 제5대 울산광역시 남구의회 후반기 의장
- 2014.07 ~ 2018.06 제6대 울산광역시의회 의원
- 2014.07 ~ 2016.07 제6대 울산광역시의회 전반기 환경복지위원회 위원
- 2016.07 ~ 2018.06 제6대 울산광역시의회 후반기 의회운영위원회 위원
- 2016.07 ~ 2018.06 제6대 울산광역시의회 후반기 행정자치위원회 위원
- 2016.07 ~ 2018.06 제6대 울산광역시의회 후반기 예산결산특별위원회 위원

## 수상
- 2014 의정봉사상

## 역대 선거 결과
|  | 19.87% |

|  | 29.69% |

|  | 63.05% |

|  | 39.85% |